# Dorfkirche Gnandstein

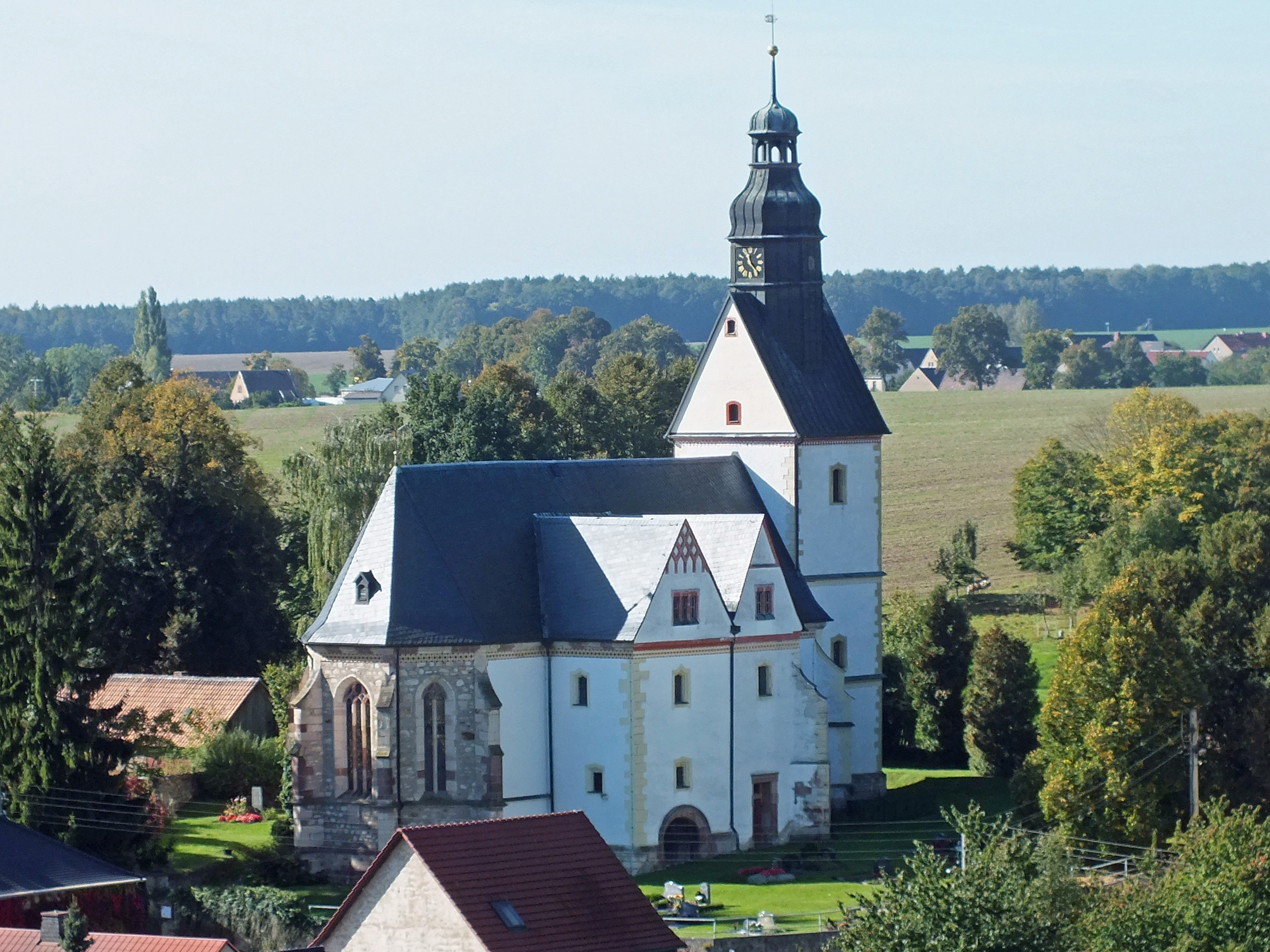
Dorfkirche Gnandstein

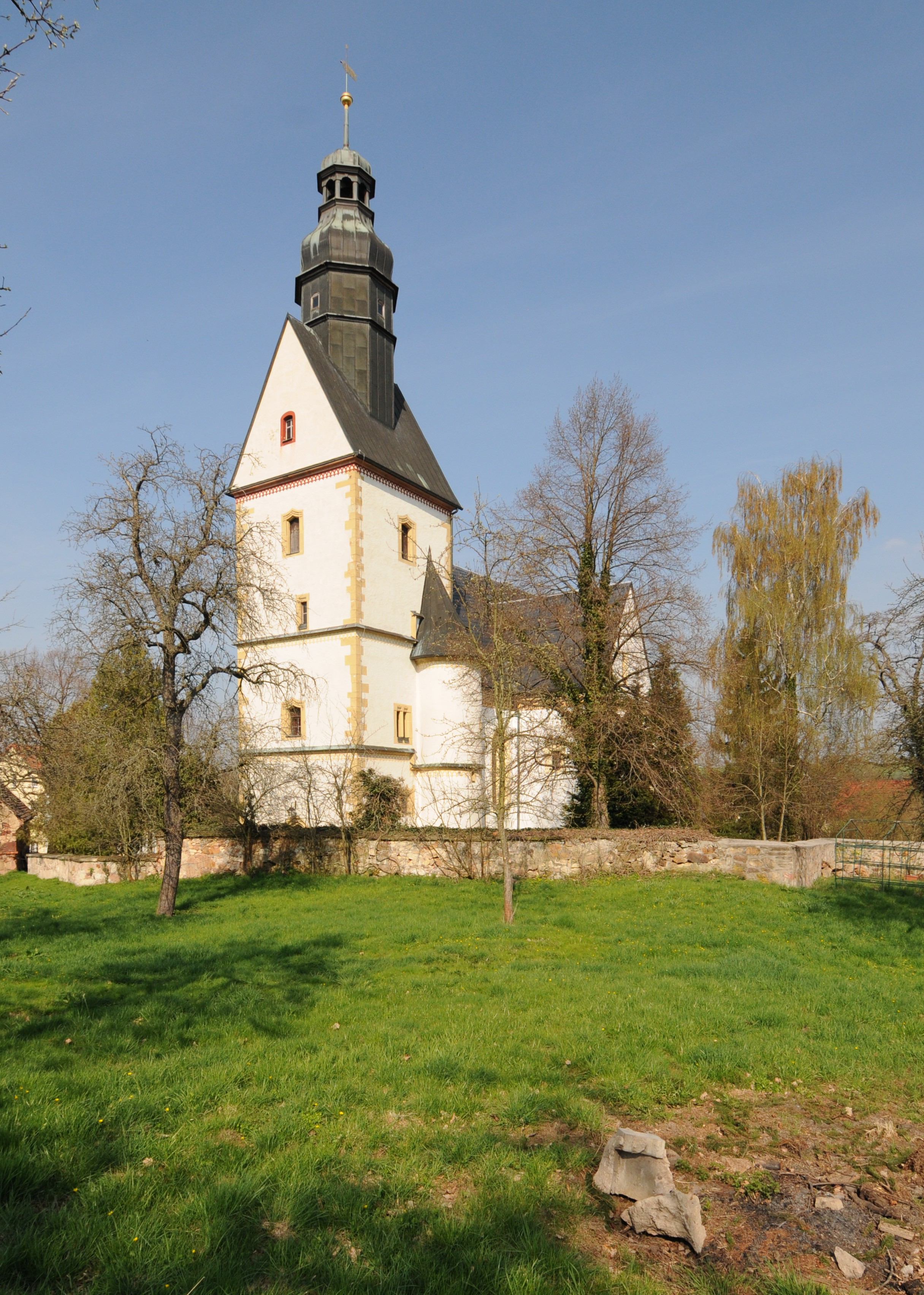
Ansicht von Südwest

Die evangelische Dorfkirche Gnandstein ist eine spätgotische Kirche im Ortsteil Gnandstein von Frohburg im Landkreis Leipzig in Sachsen. Sie gehört zur Kirchengemeinde Gnandstein im Kirchspiel Kohrener Land der Evangelisch-Lutherischen Landeskirche Sachsens und ist eine Station am Lutherweg Sachsen.

## Geschichte und Architektur
Die Dorfkirche Gnandstein ist eine einschiffige spätgotische Kirche auf einer Anhöhe inmitten des Dorfes. Sie wurde 1518 anstelle eines romanischen Vorgängerbaus errichtet. Anhand von Steinmetzzeichen ist der Einfluss einer Bauhütte aus Rochlitz nachweisbar. Sie diente als Grablege für die Familie von Einsiedel und enthält daher zahlreiche Stiftungen und Epitaphien. Das Innere wurde in den Jahren 1688/89 verändert. Restaurierungen erfolgten im Jahre 1909 durch Woldemar Kandler und nach 1985.
Die Kirche ist ein verputzter Bruchsteinbau mit langgestrecktem Schiff und Dreiachtelschluss mit farbig hervorgehobenen Gewänden und Eckquaderungen. Sie wird durch ein hohes Satteldach abgeschlossen und zeigt an der Nord- und Südseite Anbauten in Schiffshöhe mit quergestellten Satteldächern. Abgetreppte Strebepfeiler und Maßwerkfenster sowie ein Rautenband unter dem Traufgesims gliedern das Äußere der Kirche. Der Westturm über quadratischem Grundriss mit einem Satteldach mit hohem Dachreiter und Laterne akzentuiert das Bauwerk.
Das Innere ist durch die einheitliche, reiche Ausstattung aus nachreformatorischer Zeit geprägt. Das langgestreckte Schiff wird durch ein hohes Sterngewölbe auf Konsolen abgeschlossen. Der durch einen wenig ausgeprägten Triumphbogen anschließende Chor ist mit einem Netzgewölbe versehen. An drei Seiten sind Emporen auf gebauchten Holzpfeilern eingebaut, die mit Darstellungen aus dem Alten und Neuen Testament von Tobias Pferts aus der zweiten Hälfte des 17. Jahrhunderts bemalt sind.
Eine kunstvoll gefasste und verglaste Loge ist auf einer Porphyrkonsole an der Chornordseite angebracht und trägt im Aufsatz das Wappenschild derer von Einsiedel, das von zwei Putten gehalten wird. Eine profilierte Spitzbogentür führt zur Sakristei mit Kreuzgratgewölbe, unter der sich das frühere Beinhaus und im Obergeschoss der Logenraum mit Sterngewölbe befinden. In den beiden Geschossen des Turms sind Sterngewölbe eingezogen, zum Schiff führt ein Spitzbogenportal mit Stabwerk.

## Ausstattung

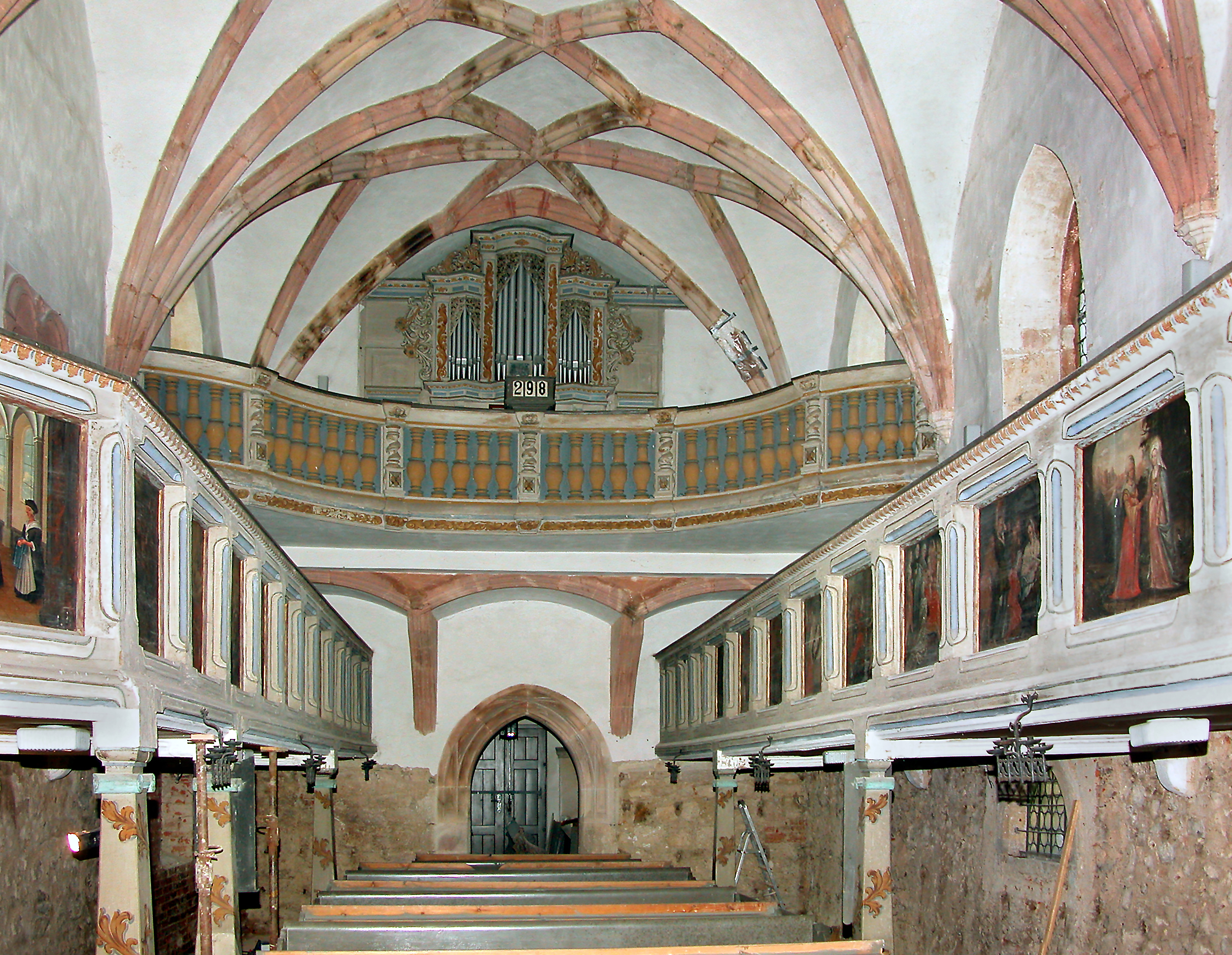
Blick auf die Orgelempore

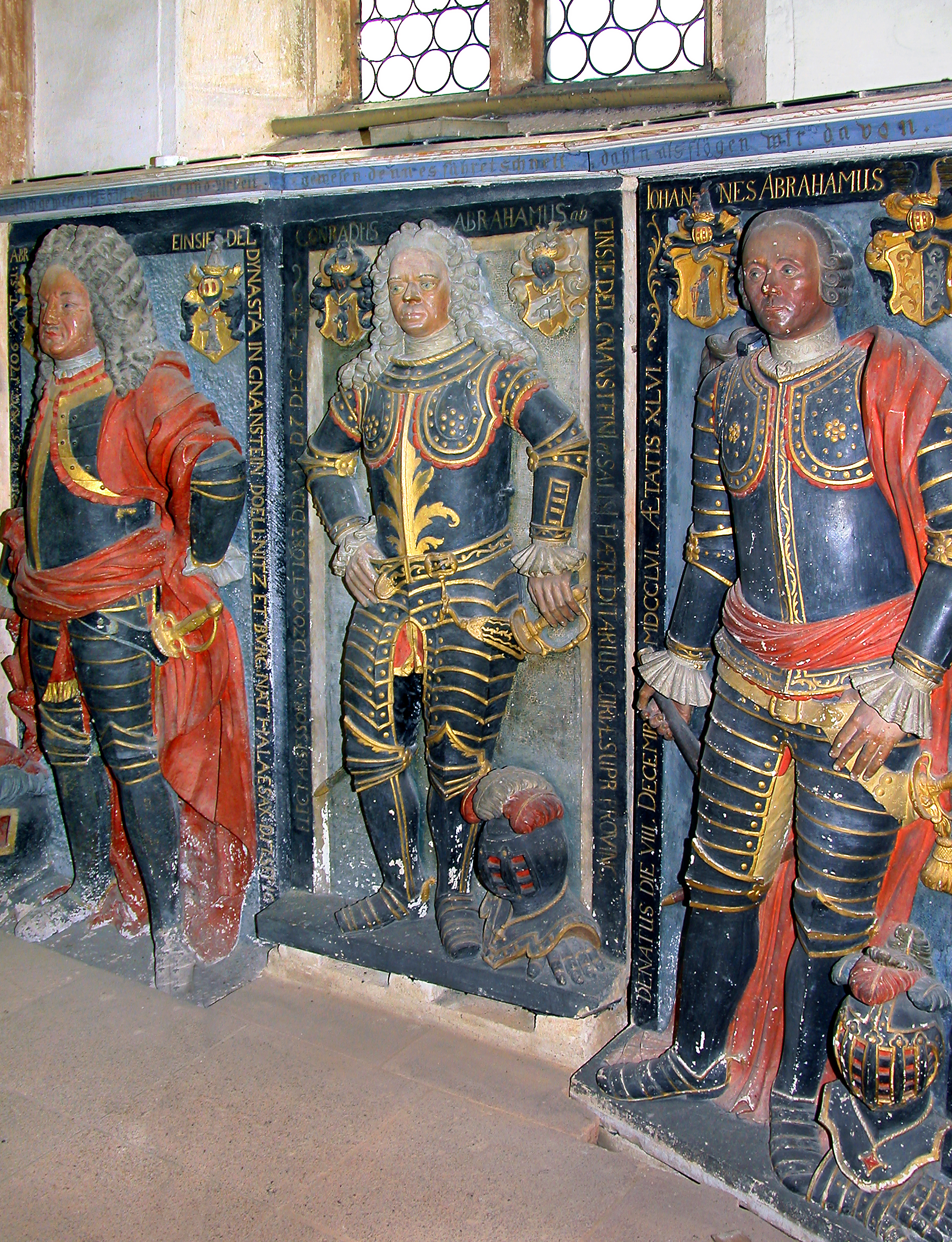
Epitaphe im Chor

Der barocke Kanzelaltar von 1688 mit ungewöhnlichem, zweiteiligem Aufbau und reicher Profilierung zählt zu den frühesten Beispielen seiner Art in Sachsen. Er besteht aus einem blockartigen Unterbau mit doppelten Pilastern und zeigt ein Gemälde mit Christus und den Aposteln im Hauptfeld. Der das Gesims durchstoßende Kanzelkorb ist mit Fruchtgehängen verziert und wird von zwei Putten flankiert; dahinter ist der würfelförmige Oberbau zurückgesetzt angeordnet. Der Schalldeckel ist mit Akanthusverzierungen und Fruchtschnüren versehen.
Auf der Südseite des Triumphbogen ist die feingearbeitete Kanzel von 1518 aus Porphyr mit einer Treppe angebracht, die an Korb und Treppenbrüstung gedrehte Stäbe mit Fischblasenornamenten zeigt. Die Sandsteintaufe mit achteckiger Kuppa und Wappenreliefs auf einer gebauchten Säule ist ein Werk aus der Zeit um 1600.
Im Chor finden sich zahlreiche Epitaphien derer von Einsiedel, darunter der künstlerisch wertvolle Aufsatz des früheren Epitaphaltars für Heinrich Hildebrandt von Einsiedel († 1557) an der Chornordwand. Über dem Sockel mit Inschrift ist die Stifterfamilie als Gemälde dargestellt, im Hauptbild der Auferstandene und im Auszug die Auferstehung, vermutlich ein Werk von Christoph Enderlein aus dem Jahr 1559.
Das künstlerisch wertvolle Epitaph für Johannes von Einsiedel († 1582) wurde vermutlich von Christoph Walther II geschaffen und zeigt einen reichgestalteten architektonischen Aufbau aus Sandstein, Marmor und Serpentinit. Der Verstorbene mit Frau und Tochter ist als Relief in Anbetung des Kreuzes dargestellt, darüber ist eine Reliefdarstellung der Taufe angeordnet.
Eine Reihe von dreizehn Sandsteinepitaphien ist von besonderem Reiz. Neun künstlerisch wertvolle Grabplatten auf der Nordseite mit Darstellungen der Verstorbenen in Zeittracht oder mit Rüstung wurden um 1640 im Auftrag Hildebrandts III. von Einsiedel geschaffen. Auf der Chorsüdseite sind vier weitere Epitaphien aus den Jahren 1687–1736 ähnlich den vorhergehenden Epitaphien angebracht. In der Turmhalle sind weitere Grabplatten, die aus dem Chor hierher versetzt wurden, zu finden. 
Ein evangelischer Beichtstuhl mit reicher ornamentaler Bemalung und einem Rankenaufsatz entstammt dem 17. Jahrhundert. Im Chor sind Glasmalereien von 1518 mit Darstellungen von Anna selbdritt, dem heiligen Nikolaus und mit Familienwappen erhalten.
Die Orgel ist ein Werk der Firma Schmidt & Berger aus dem Jahr 1911 in einem harmonischen barocken Orgelgehäuse von 1696.

## Geläut
Das Geläut besteht aus drei Bronzeglocken, der Glockenstuhl ist aus Stahl gefertigt.
Es folgt eine Datenübersicht des Geläutes:
| Nr. | Gussdatum | Gießer                       | Durchmesser | Masse  | Schlagton |
| --- | --------- | ---------------------------- | ----------- | ------ | --------- |
| 1   | 1964      | Glockengießerei S. Schilling | 980 mm      | 530 kg | g′        |
| 2   | 1887      | Glockengießerei Gebr. Jauck  | 830 mm      | 296 kg | b′        |
| 3   | 1964      | Glockengießerei S. Schilling | 640 mm      | 138 kg | d′′       |